# 多賀大社

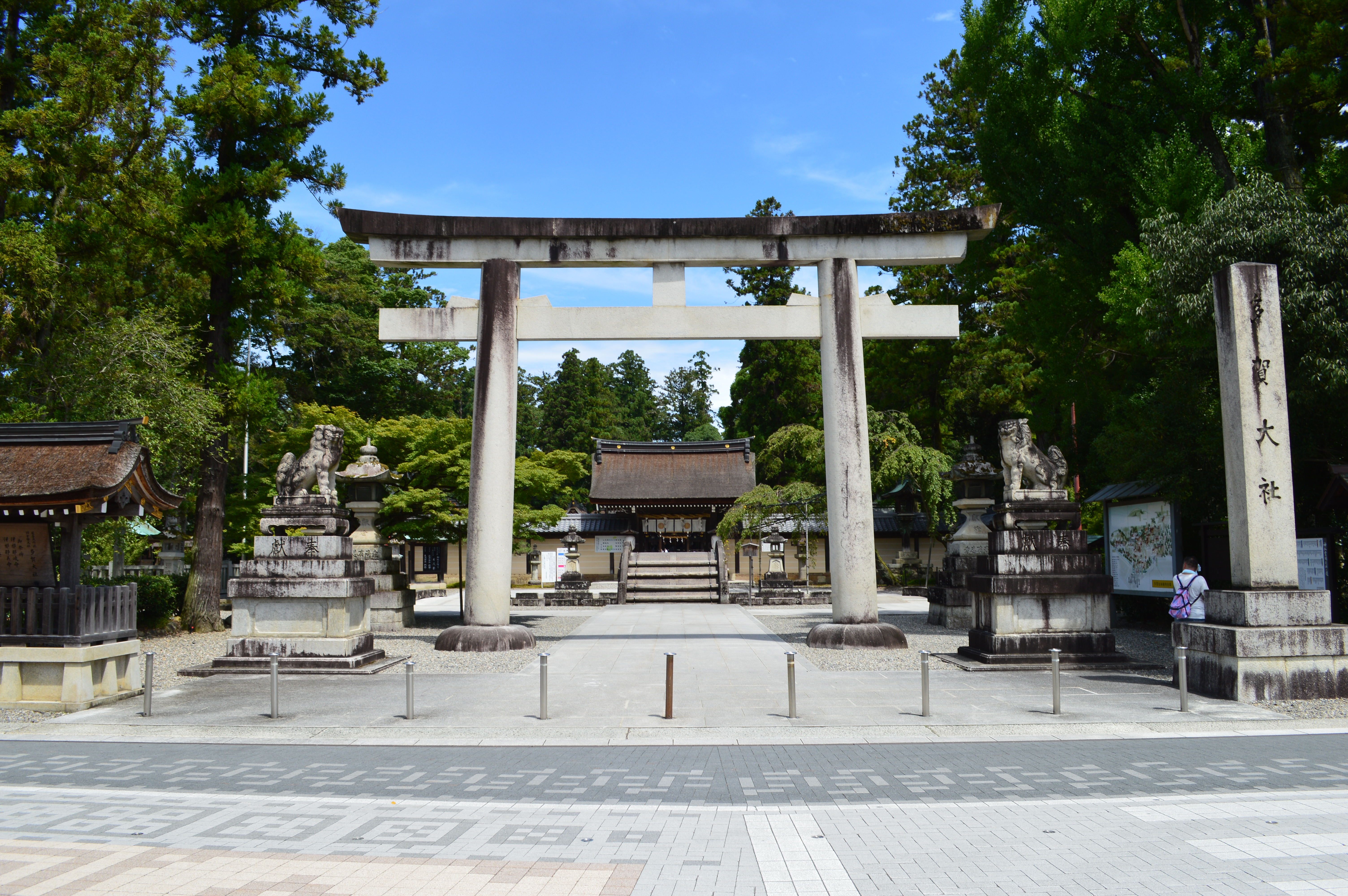
大鳥居

多賀大社（たがたいしゃ）は、滋賀県犬上郡多賀町多賀にある神社。式内社で、旧社格は官幣大社で、現在は神社本庁の別表神社。
古くから「お多賀さん」として親しまれ、神仏習合の中世期には「多賀大明神」として信仰を集めた。お守りとしてしゃもじを授ける「お多賀杓子（おたがじゃくし）」という慣わしがあるが、これは「お玉杓子」や「オタマジャクシ」の名の由来とされている。

## 祭神
- 伊邪那岐命
- 伊邪那美命

## 歴史

### 由緒
和銅5年（712年）編纂の『古事記』の写本のうち真福寺本には「故其伊耶那岐大神者坐淡海之多賀也。」「伊邪那岐大神は淡海の多賀に坐すなり」（いざなぎのおおかみは あふみのたがに ましますなり）との記述があり、これが当社の記録だとする説がある。ただし『日本書紀』には「構幽宮於淡路之洲」、すなわち「幽宮（かくれみや）を淡路の洲（くに）に構（つく）りて」とあり、国産み・神産みを終えた伊弉諾尊が、最初に生んだ淡路島の地に幽宮（かくりみや、終焉の御住居）を構えたとあり、『古事記』真福寺本の「淡海」は「淡路」の誤写である可能性が高い。
『古事記』以前の時代には、一帯を支配した豪族・犬上氏（姓は君）の祖神を祀ったとの説がある。犬上氏は、日本武尊の子の稲依別王の後裔とされ、飛鳥時代の遣隋使・遣唐使として知られる犬上御田鍬にはじまる。この犬上氏は、多賀社がある「犬上郡」の名祖とされる。
藤原忠平らによって延長5年（927年）に編まれた『延喜式神名帳』では、当社は「近江国犬上郡 多何神社二座」と記載され、小社に列した。「二座」とあるが、伊邪那岐命・伊邪那美命とされていたわけではない。
なお、摂社（境内社）で延喜式内社の日向神社は瓊瓊杵尊（ニニギノミコト）を、同じ摂社（境外社）の山田神社は猿田彦大神を祀る。
多賀胡宮とも呼ばれる別宮の胡宮（このみや）神社は、伊邪那岐命・伊邪那美命・事勝国勝長狭（コトカツ クニカツ ナガサノミコト）の3柱を祀り、多賀社の南方2キロメートルの小高い丘（神体山）に鎮座する。授子・授産、鎮火の神として崇敬される。敏達天皇の時代には胡宮神社の境内に敏満寺も建立され、やがて敏満寺は多賀大社の奥の院となる。
八咫烏関連の神社で烏に供物を捧げる先喰行事という特殊な御鳥喰神事を行っている。

### 「お伊勢参らばお多賀へ参れ」
戦国時代の明応3年（1494年）には神仏習合が進み、神宮寺として天台宗の不動院が近江守護六角高頼によって建立された。神宮寺配下の坊人は全国にお札を配って信仰を広め、当社は中世から近世にかけて伊勢神宮・熊野三山とともに庶民の参詣で賑わった。
「お伊勢参らばお多賀へ参れ お伊勢お多賀の子でござる」「お伊勢七度熊野へ三度 お多賀さまへは月参り」との俗謡もあり、ここに見る「お多賀の子」とは、伊勢神宮祭神である天照大神が伊邪那岐命・伊邪那美命両神の御子であることによる。なお、当社に残る垂迹曼荼羅（すいじゃくまんだら）は坊人が国を巡行して神徳を説く際に掲げたものである。また、多賀社が隆盛したのは、近江国が交通の結節点だったことにもよる。

### 長寿祈願
多賀社は特に長寿祈願の神として信仰された。
鎌倉時代の僧である重源に以下の伝承がある。東大寺再建を発念して20年にならんとする61歳の重源が、着工時に成就祈願のため伊勢神宮に17日間参籠（さんろう）したところ、夢に天照大神が現れ、「事業成功のため寿命を延ばしたいなら、多賀神に祈願せよ」と告げた。重源が多賀社に参拝すると、ひとひらの柏の葉が舞い落ちてきた。見ればその葉は「莚」の字の形に虫食い跡の残るものであった。「莚」は「廿」（「卄」を異体字とする。wikt:廿参照。）と「延」に分けられ、「廿」は「二十」の意であるから、これは「（寿命が）二十年延びる」と読み解ける。神の意を得て大いに歓喜し奮い立った重源は以後さらに20年にわたる努力を続けて見事東大寺の再建を成し遂げ、報恩謝徳のため当社に赴き、境内の石に座り込むと眠るように亡くなったと伝わる。今日も境内にあるその石は「寿命石」と呼ばれている。また、当社の神紋の一つ「虫くい折れ柏紋」はこの伝承が由来である（今一つに三つ巴がある）。
天正16年（1588年）には、多賀社への信仰篤かった豊臣秀吉が「3年、それがだめなら2年、せめて30日でも」と母・大政所の延命を祈願し、成就したため、社殿の改修を行わせようと大名に与えるに等しい米1万石を奉納した。現在残る庭園（国の名勝）は、秀吉が奉納した1万石をもとにして築造されたとも言われている。また、境内正面の石造りの太鼓橋（不動院大僧正慈性により寛永15年（1638年）造営）は「太閤橋」の雅名でも呼ばれる。

### 喪失と再建の江戸期
元和元年（1615年）には社殿が焼失したが、江戸幕府将軍徳川秀忠により社領350石の寄進を受け、寛永10年（1633年）に徳川家光が旗本小堀正十(茶道小堀遠州流第3世家元)を造営奉行として再建を命じ、5年後に完成した。
慶安4年（1651年）には彦根藩主井伊直孝により社領150石の寄進を受けている。
明和3年（1766年）に屋根の葺き替え等の大改修が成る。ところが、安永2年（1773年）には大火災によって大半の社殿が焼失してしまう。さらには天明2年（1782年）にも火災に遭う。その上、寛政3年（1791年）には暴風で多くの社殿が倒壊した。このように江戸時代の多賀社は災難続きであったが、その都度彦根藩および幕府からの手厚い寄進・寄付が行われ、文化5年（1808年）には本殿が再建された。
車戸家は古代より当社の神職を務めている。幕末に出た多賀社大祢宜の車戸宗功は長州藩士や土佐藩士を命がけで援助した。それによって後には贈従五位を賜っている。車戸一族は天皇家、公家だけでなく、他にも徳川家、彦根藩、彦根城のためにも奔走している。

### 明治以降
明治初年の神仏分離令を機に廃仏毀釈の動きが広まり、多賀社の神宮寺も廃絶した。別当職不動院は1868年（明治元年）に復飾せられ、境内にあった全ての神宮寺は払拭せられた。多くの仏像仏具が売却・廃棄されたが、いくつかは近隣の真如寺に遷され、多賀社の本地仏だった木造阿弥陀如来坐像（平安時代の作）は国の重要文化財に指定されている。
御師や講社は多賀社から分離されたため、1876年（明治9年）、「多賀教会」を結成し公認された。その後旧幕臣の神職平山省斎を教長に迎えた。1878年（明治11年）、省斎は石門心学や淘宮術の講社、大道教（天理教の分派）など、教派や宗派としては規模が小さく公認される見込みがない団体を結集して大成教会を設立し、教長となった。1882年（明治15年）5月、大成教会は教派神道神道大成派として公認され、省斎が管長となった。同年11月には神道大成教と改称した。「多賀教会」は1883年（明治16年）、禊教会本院、蓮門教（法華神道）等とともにこれに属し、「大成教多賀教会」となった。大成教多賀教会本部は多賀社境内にあり、戦後神道大成教を離れ、「多賀講総本部」として多賀大社に復帰している。岡山県や愛媛県の多賀教会は多賀大社に復帰せず、現在も神道大成教に残っている。
多賀社は、1871年（明治4年）に県社兼郷社、1885年（明治18年）に官幣中社となり、1914年（大正3年）に官幣大社に昇格した。1947年（昭和22年）「多賀大社」に改称し、翌1948年（昭和23年）に神社本庁の別表神社に加列された。

### 近年の改修と造営
1929年（昭和4年）から1933年（昭和8年）にかけて境内の整備が行われた。本殿も1930年（昭和5年）に新築され、それまでの本殿は1932年（昭和7年）に犬上郡豊郷町の白山神社に移築されて同神社の本殿となった。
三間社流造の本殿等の屋根の檜皮葺の葺き替え、ならびに参集殿新築造営は、1966年（昭和41年）から行われ、1972年（昭和47年）に完成した。また、2002年（平成14年）から数年を掛けて「平成の大造営」が行われた。

## 境内

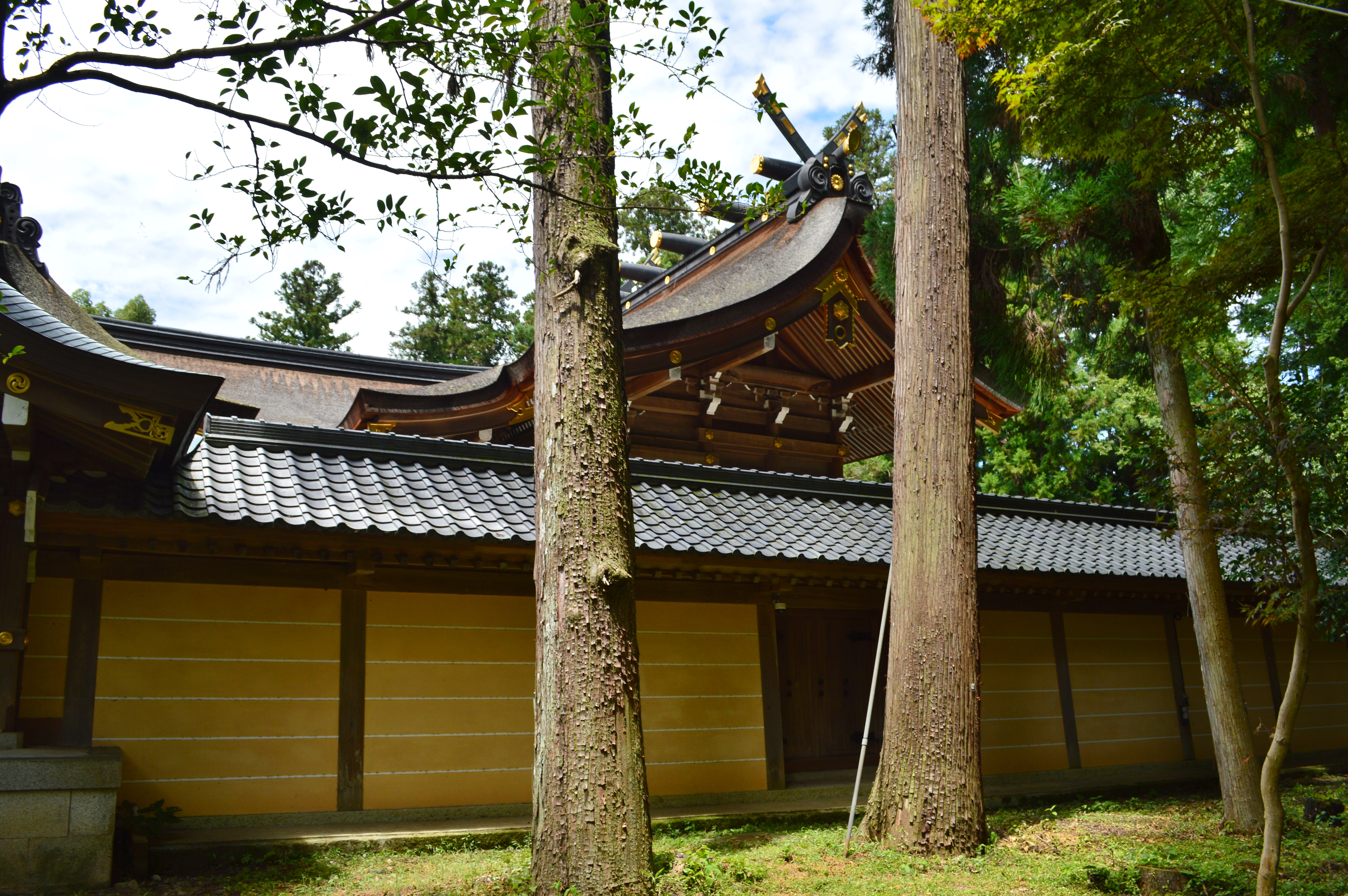
本殿

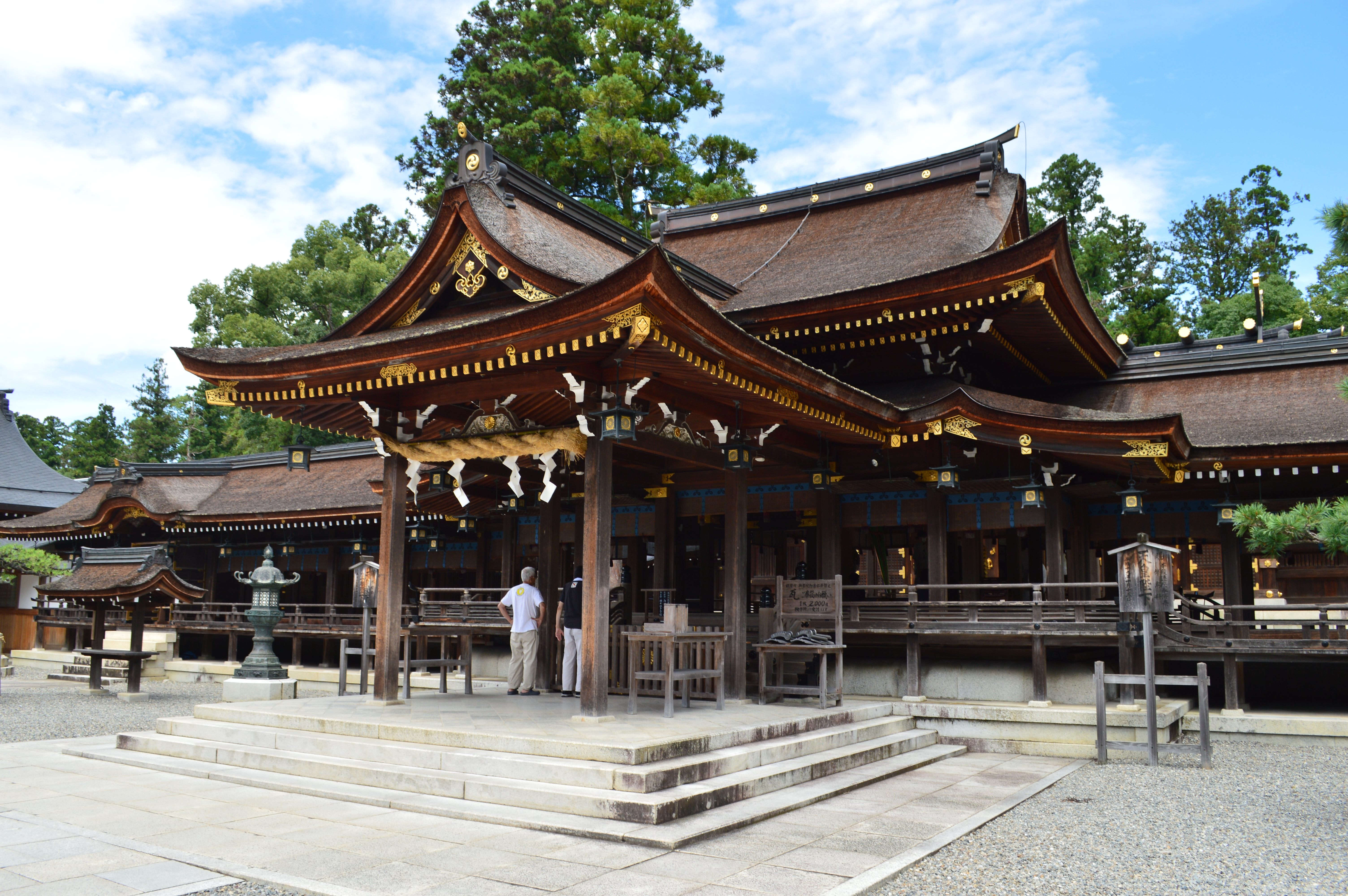
拝殿

- 本殿（多賀町指定有形文化財） - 1930年（昭和5年）再建。
- 祝詞殿（多賀町指定有形文化財）
- 幣殿（多賀町指定有形文化財）
- 神楽殿
- 回廊（多賀町指定有形文化財）
- 拝殿（多賀町指定有形文化財）
- 寿命石 - 重源上人ゆかりの石。
- 能舞台
- 神馬舎（多賀町指定有形文化財）
- 社務所
- 奥書院（滋賀県指定有形文化財） - 安永3年（1774年）再建。元は明応3年（1494年）に六角高頼が創建した神宮寺・不動院の書院であった。
- 庭園（国の名勝） - 不動院の庭園として作庭されたと考えられている。天正16年（1588年）に豊臣秀吉が奉納した米1万石をもとにして築造されたという説もある[6]。
- 儀式殿
- 参集殿 - 1972年（昭和47年）築。
- 文庫
- 神輿庫
- 鐘楼 - 神仏習合時代の名残。釣られている梵鐘は滋賀県指定有形文化財。
- 太閤蔵
- 絵馬殿
- 手水舎（多賀町指定有形文化財）
- 御神門（多賀町指定有形文化財） - 表門。
- 太閤橋（多賀町指定有形文化財） - 寛永15年（1638年）造。
- 一の鳥居 境内外に造営。彦根市高宮町の高宮郵便局右隣にある。

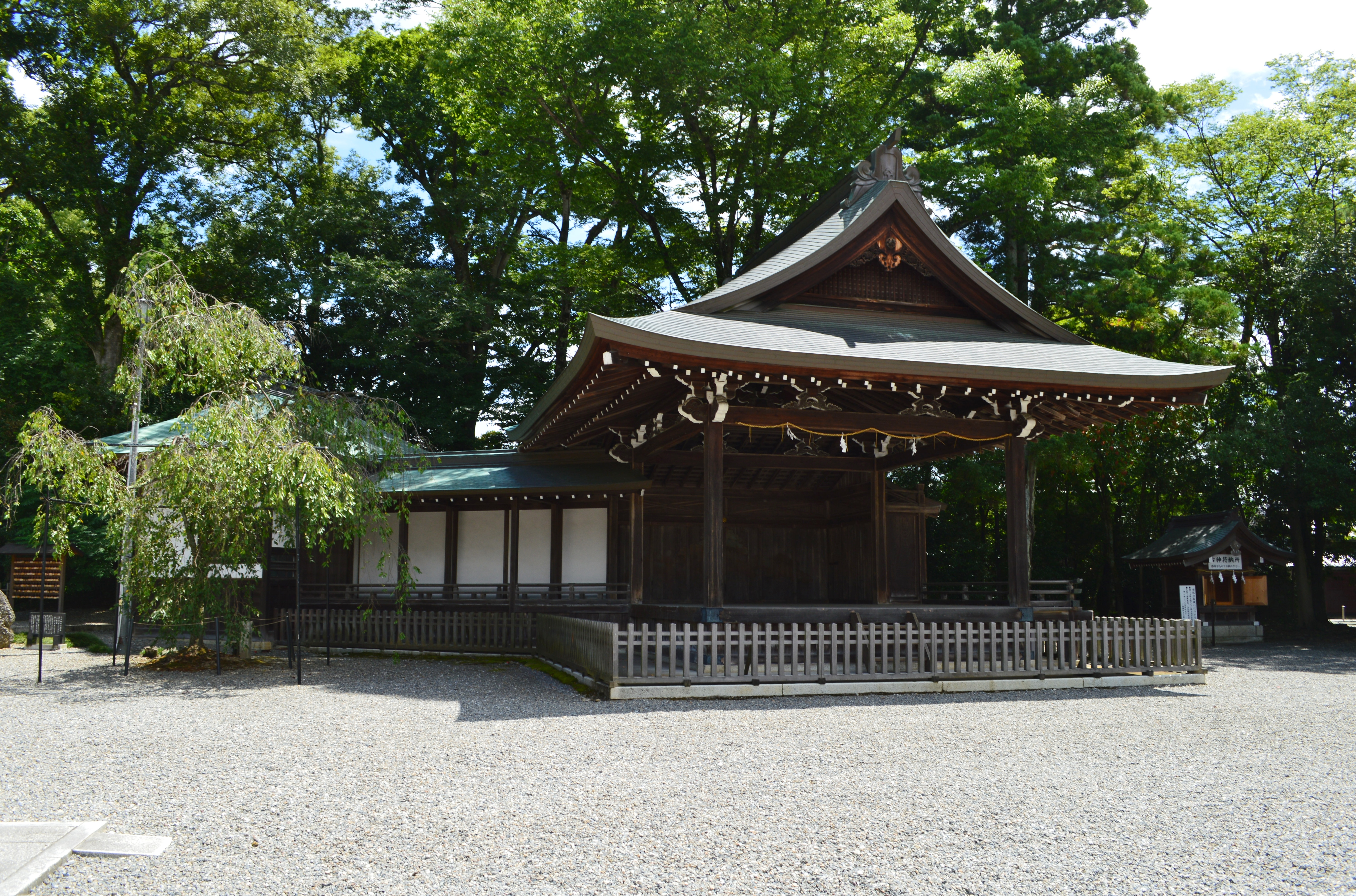
能舞台
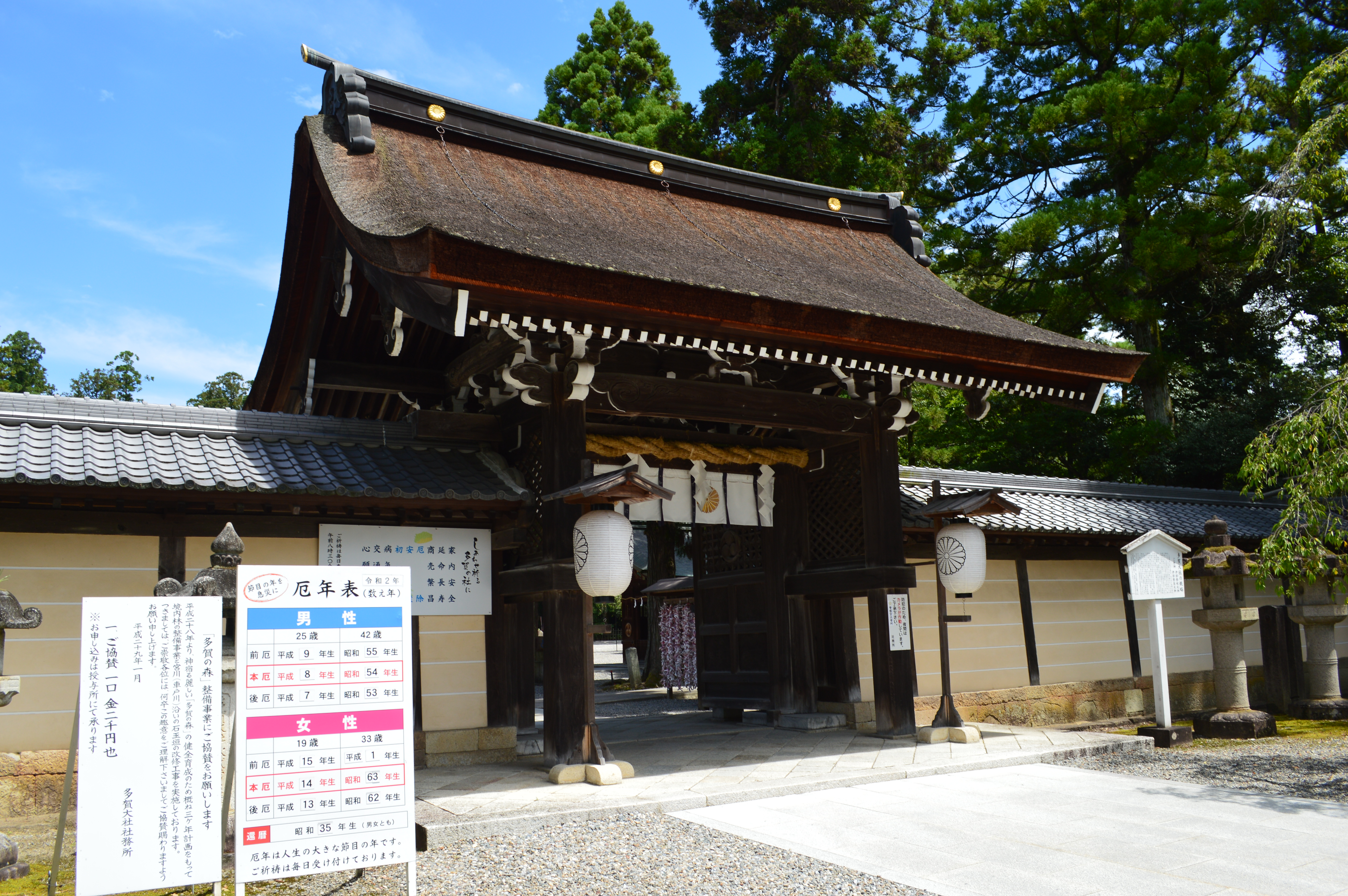
神門
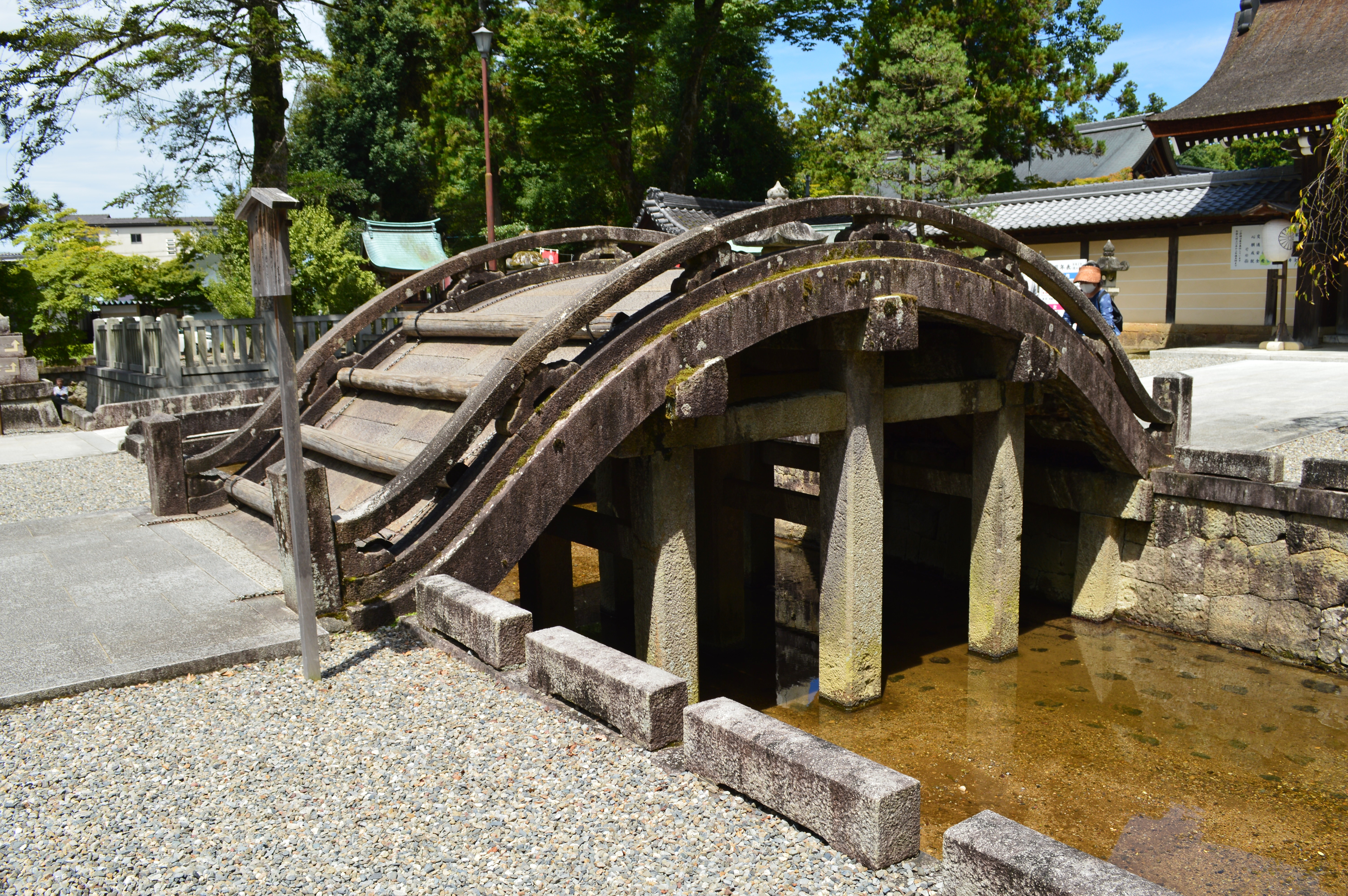
反橋
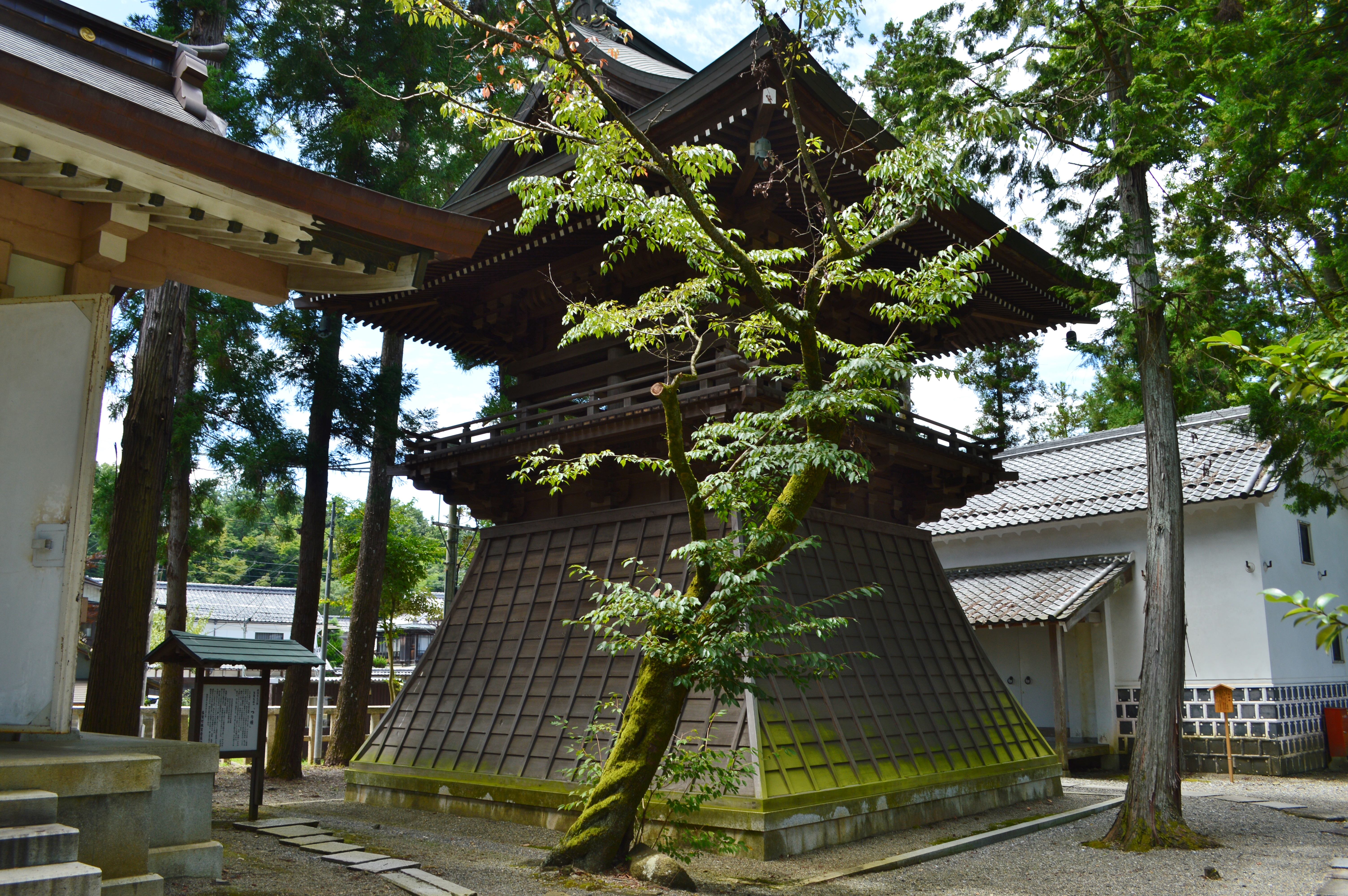
鐘楼

## 摂末社

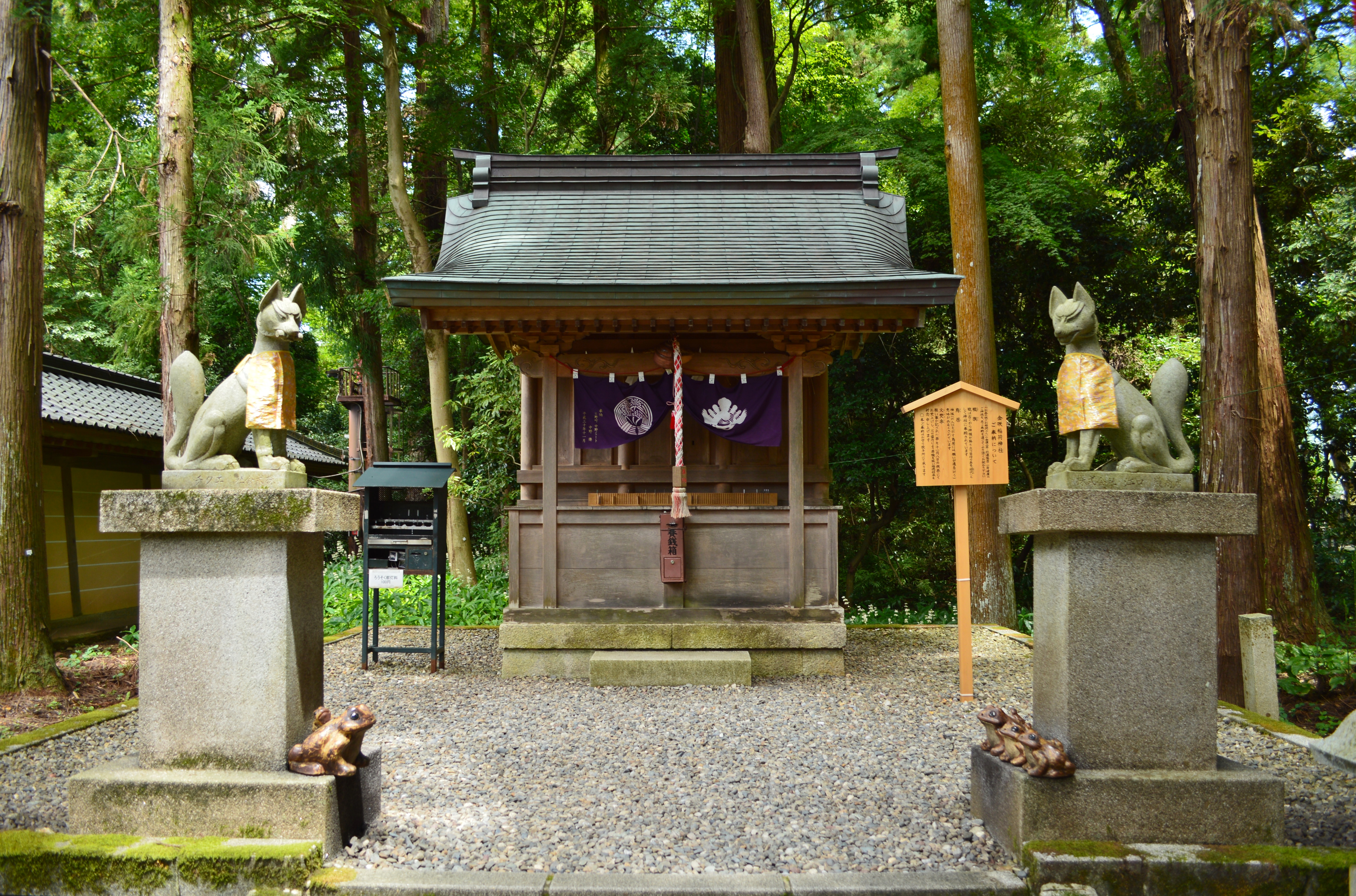
金咲稲荷神社
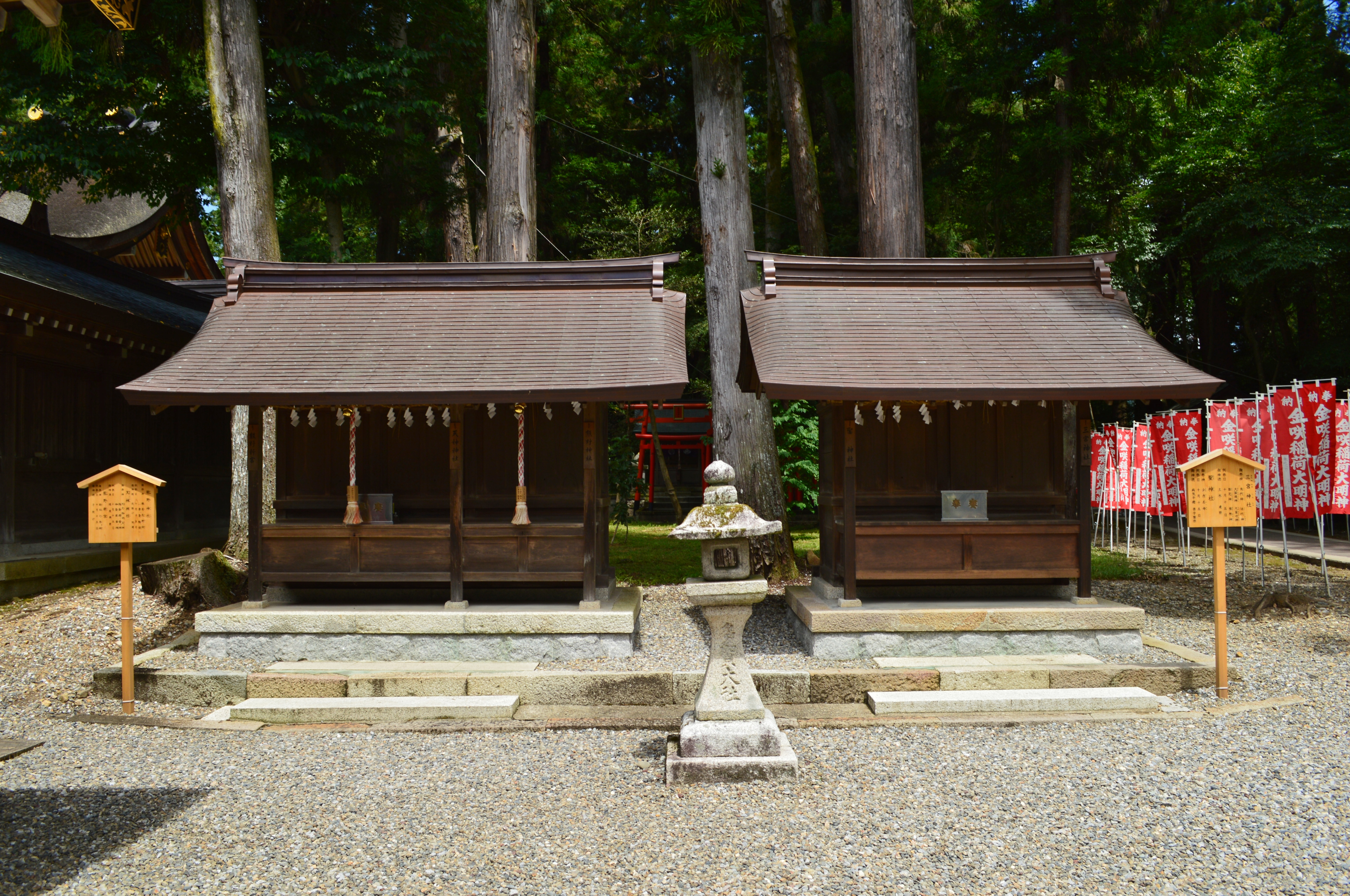
熊野新宮・天神神社・熊野神社
- 聖神社・三宮神社
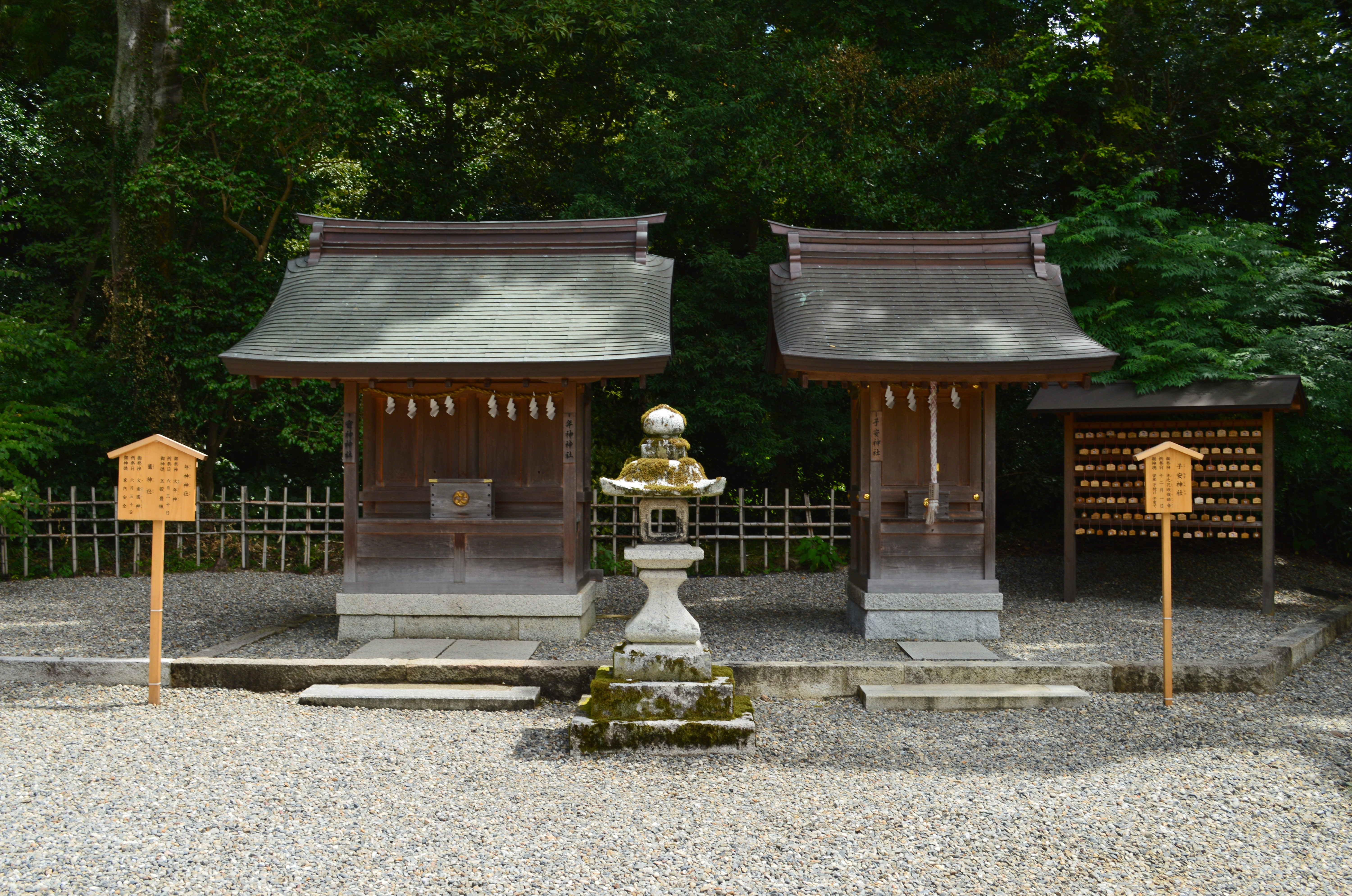
竈神社・年神神社
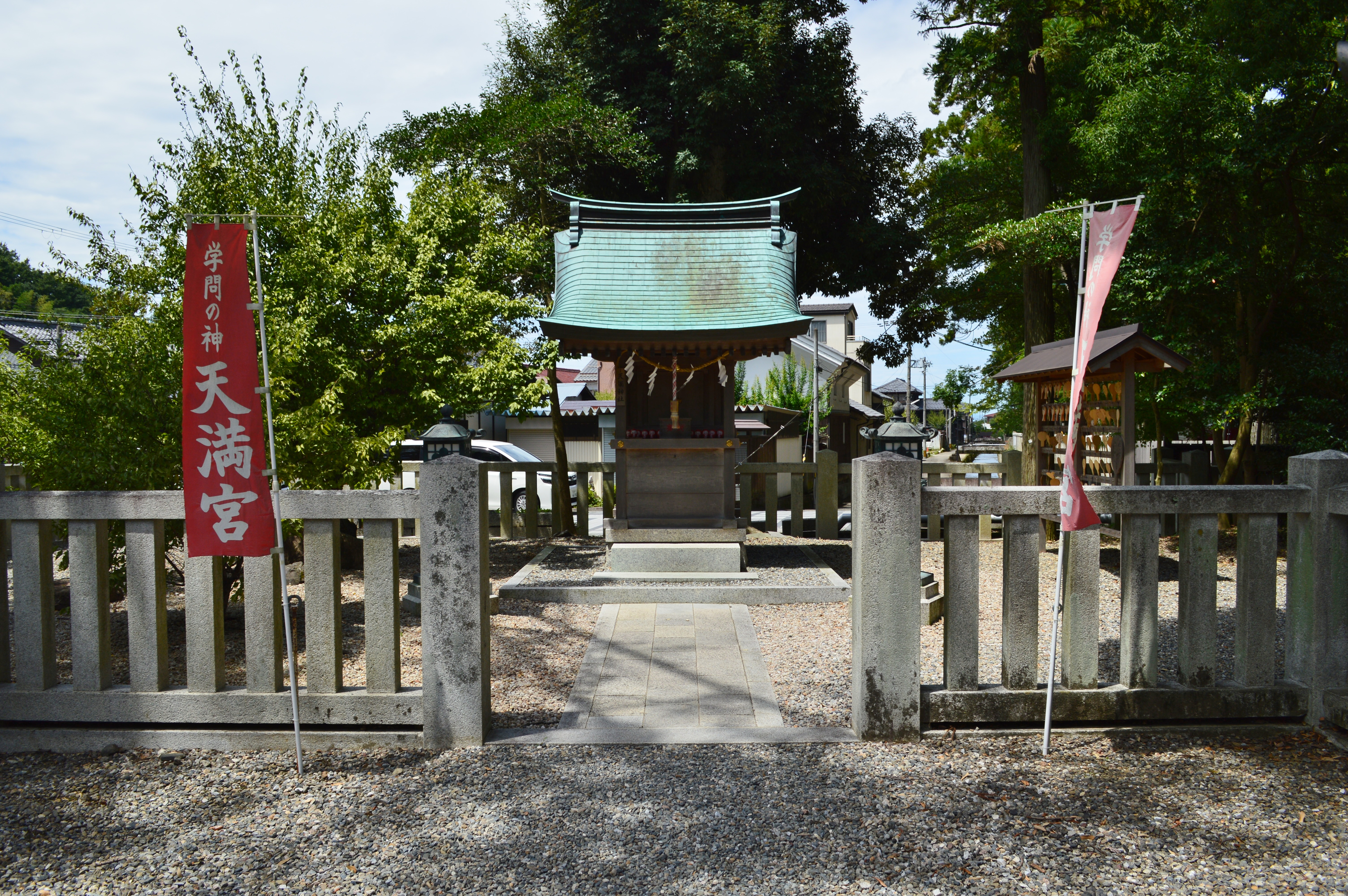
子安神社
- 天満神社
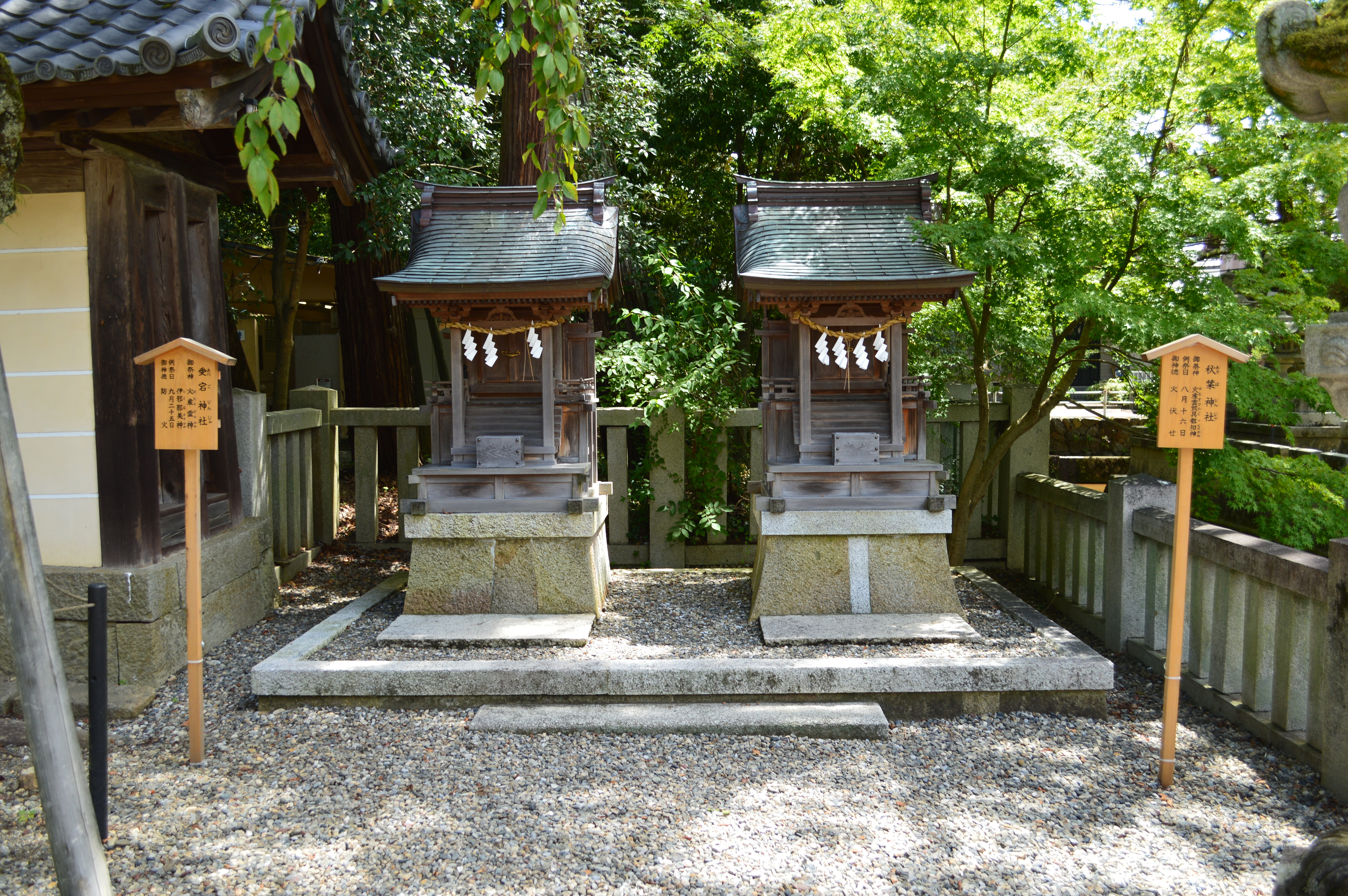
愛宕神社
- 秋葉神社
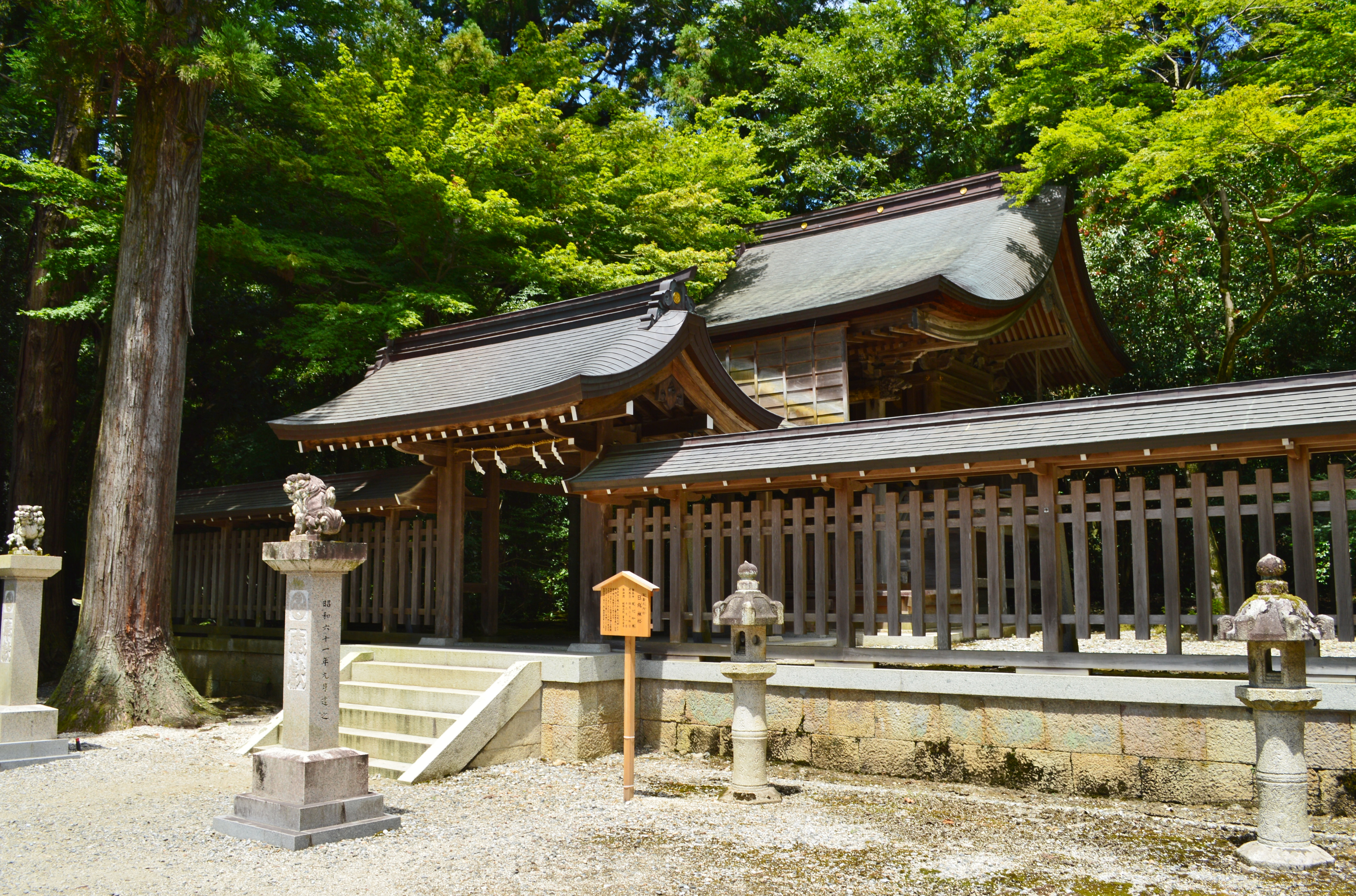
日向神社 - 式内社。
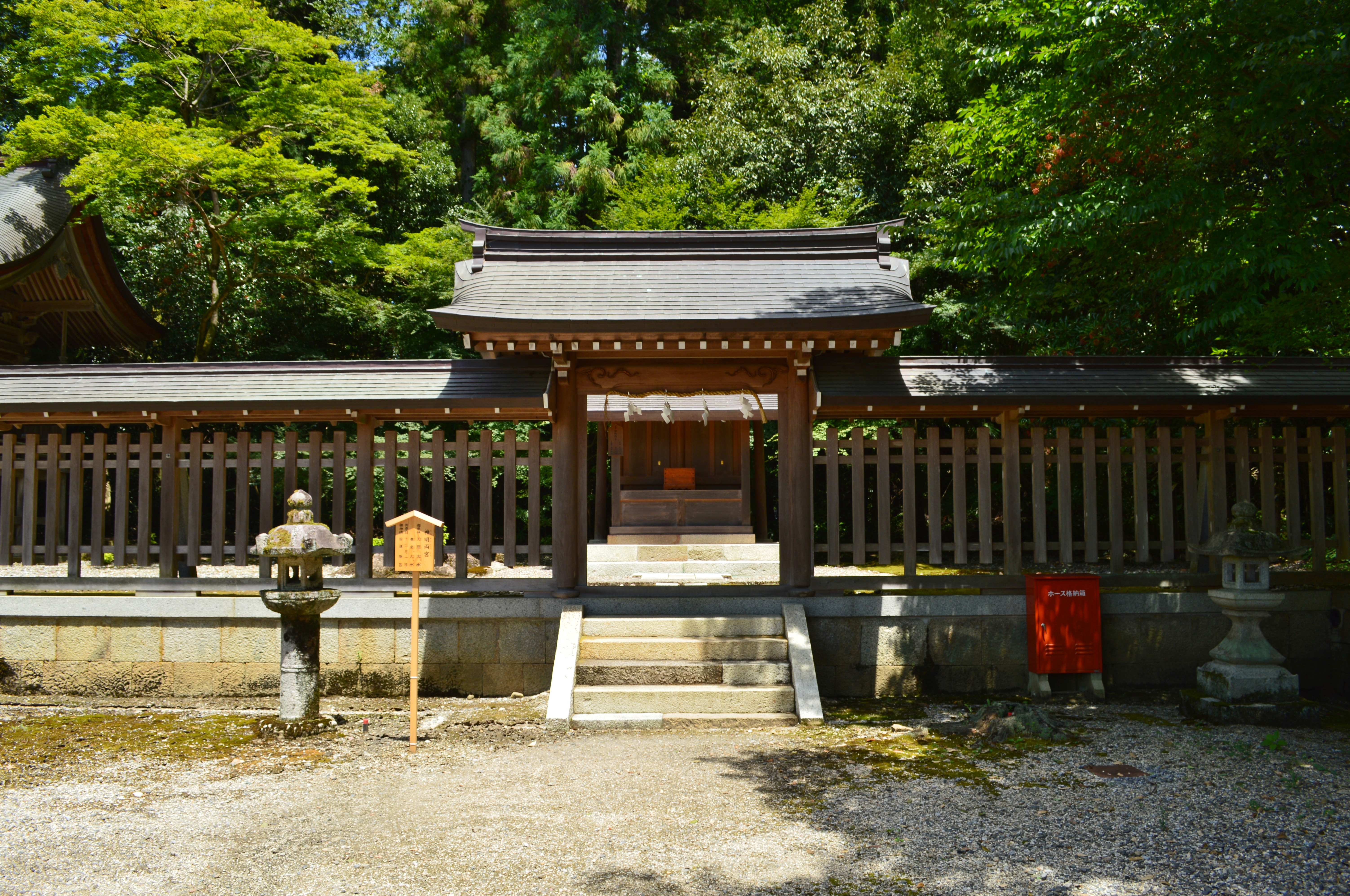
神明両社
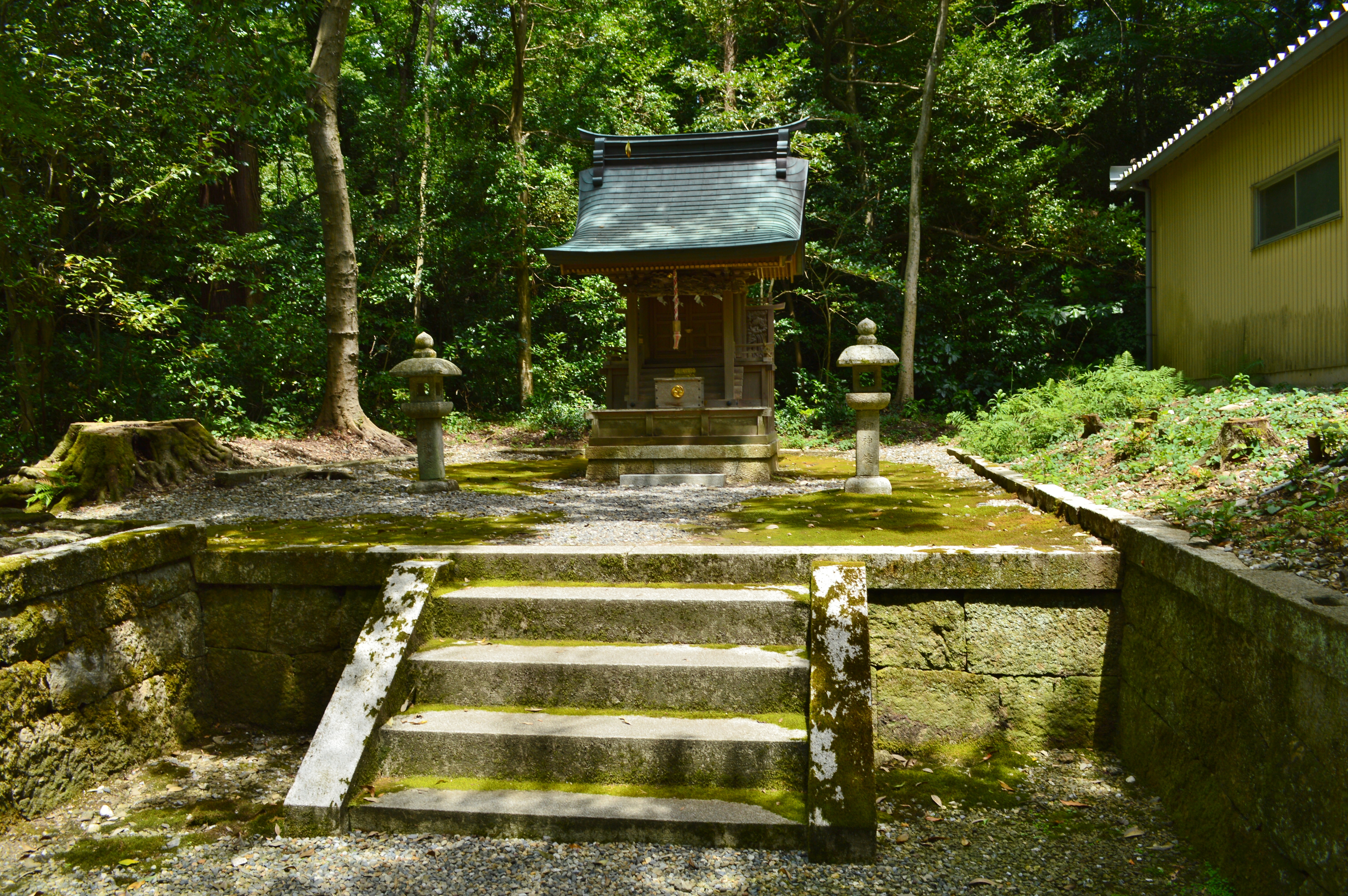
夷神社
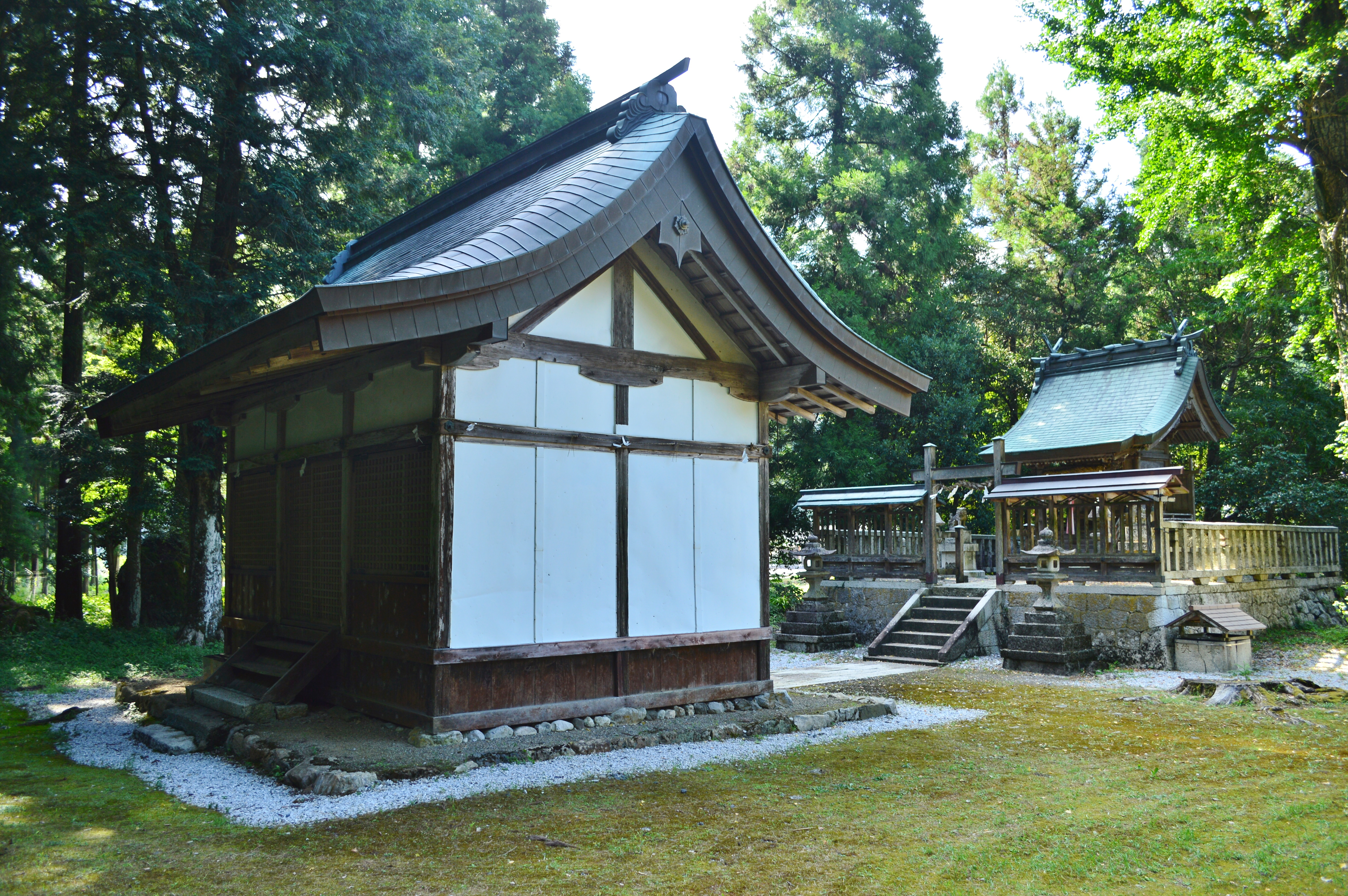
調宮神社（奥宮の1つ）

- 境外社
  - 山田神社 - 摂社。
  - 高松神社
  - 楫取神社
  - 祖母神社

- 金咲稲荷神社
- 熊野新宮・天神神社・熊野神社（左）、聖神社・三宮神社（右）
- 竈神社・年神神社（左）、子安神社（右）
- 天満神社
- 愛宕神社・秋葉神社
- 日向神社（式内社）
- 神明両宮
- 夷神社
- 調宮神社（奥宮の1つ）

## 祭事
- 毎日7時 御日供祭（おにっくさい）

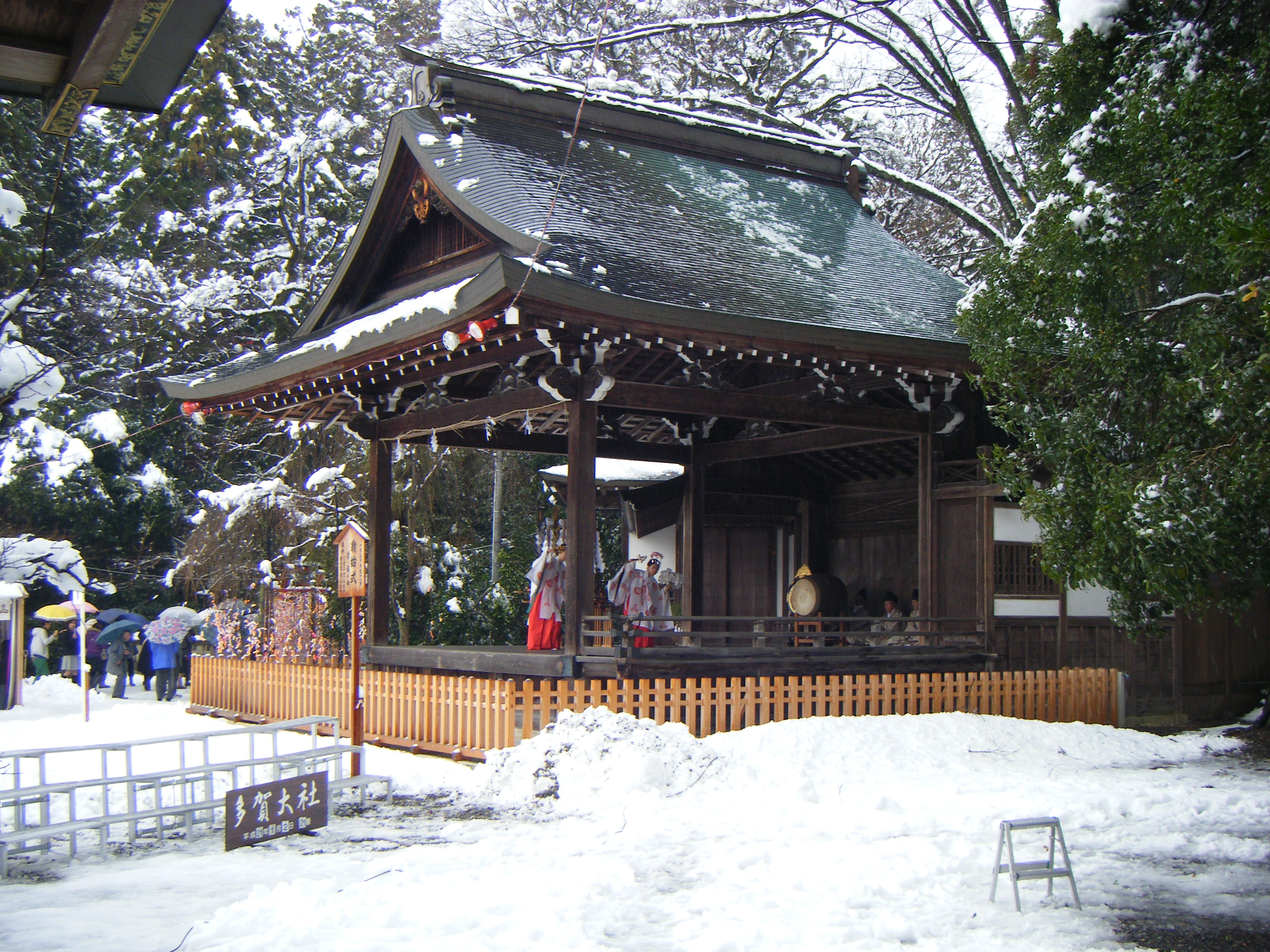
新年恒例の能舞台での神楽

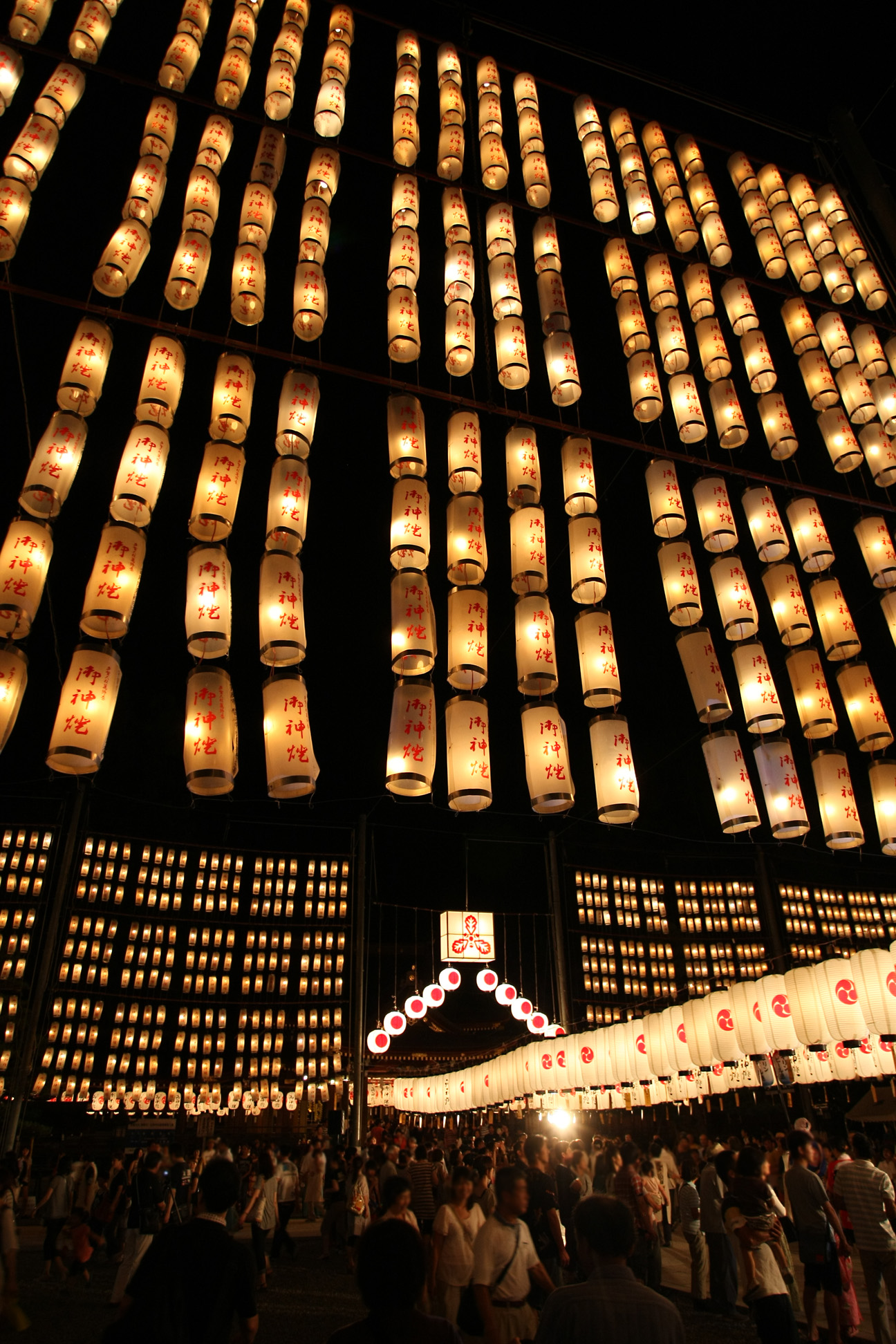
万灯祭

- 毎月1日,15日,28日 月次祭（つきなみさい）
- 毎月1日 7時 お朔日参り（おついたちまいり）
- 1月1日 0時 歳旦祭（さいたんさい）
- 1月3日 11時 翁始式（おきなはじめしき）
- 2月3日 午前11時/午後2時 節分祭（せつぶんさい）
- 2月11日 10時 紀元祭（きげんさい）
- 3月17日 11時 祈年祭（きねんさい）
- 4月25日 米寿莚寿祭（べいじゅえんじゅさい）
- 3月下旬 勧学祭（かんがくさい）
- 4月5日 金婚莚寿祭（きんこんえんじゅさい）
- 4月22日 8時から終日 古例大祭（これいたいさい）
- 5月5日 11時 神恩感謝祭（しんおんかんしゃさい）
- 5月17日 11時 御日供講大祭（おにっくこうたいさい）
- 6月7日 御田植祭（おたうえさい）
- 6月30日 15時 大祓式（なごしのおおはらえしき）
- 8月3日 - 8月5日 午後7時一斉点火 万灯祭（まんとうさい）
- 9月9日 13時 九月古例祭（これいさい）
- 9月20日 古稀莚寿祭（こきえんじゅさい）
- 9月14日 喜寿莚寿祭（きじゅえんじゅさい）
- 9月27日 池坊献華式（いけのぼうけんげしき）
- 9月28日 多賀講講社大祭（たがこうこうしゃたいさい）
- 9月26日 抜穂祭（ぬいぼさい）
- 10月3日 観月祭（かんげつさい）
- 10月5日 傘寿莚寿祭（さんじゅえんじゅさい）
- 10月17日 神嘗祭当日祭（かんなめさいとうじつさい）
- 10月21日 10時 献茶式（けんちゃしき）
- 11月3日 明治祭（めいじさい）
- 11月8日 金咲稲荷神社例祭（かねさきいなりじんじゃれいさい）
- 11月15日 大宮祭（おおみやさい）
- 11月23日 11時 新嘗祭（にいなめさい）
- 12月20日 早朝 御煤祓式（おすすはらいしき）
- 12月23日 11時 天長祭（てんちょうさい）
- 12月31日 15時 大祓式（おおはらえしき）
- 12月31日 除夜祭（じょやさい）

## 文化財

### 重要文化財
- 紙本金地著色調馬・厩馬図 六曲屏風

### 国の名勝
多賀大社庭園
2020年に追加指定・名称変更（旧名称:多賀大社奥書院庭園）

### 滋賀県指定文化財
- 有形文化財
  - 奥書院
  - 一の鳥居・常夜灯 - 彦根市高宮町　寛永12年（1635年）に建立。1965年8月9日に滋賀県指定文化財に指定。本殿より約3km離れた高宮郵便局の脇にある[8]。
  - 紙本著色三十六歌仙絵 六曲屏風
  - 梵鐘
  - 大太刀 2件
  - 鉄黒漆塗二十八間筋兜
  - 多賀大社文書 136通 附：紙本著色多賀大社境内古図

### 多賀町指定文化財
- 有形文化財
  - そり橋・石造桁橋橋脚15基高欄付
  - 多賀大社建造物 11棟
    - 本殿 附：透塀 1棟、棟札 1枚
    - 祝詞舎
    - 幣殿 附：東西翼廊 2棟、棟札 2枚
    - 回廊 2棟
    - 拝殿 附：棟札 2枚
    - 拝殿袖廻廊 2棟
    - 手水舎 附：棟札 1枚
    - 神馬舎 附：棟札 2枚
    - 表門 附：築地塀 2棟、棟札 1枚

  - 多賀大社奥書院障壁画 27面
  - 紙本著色多賀大社参詣曼荼羅図 1幅
  - 紙本墨書重源文書重勧進状 1通

## お多賀杓子

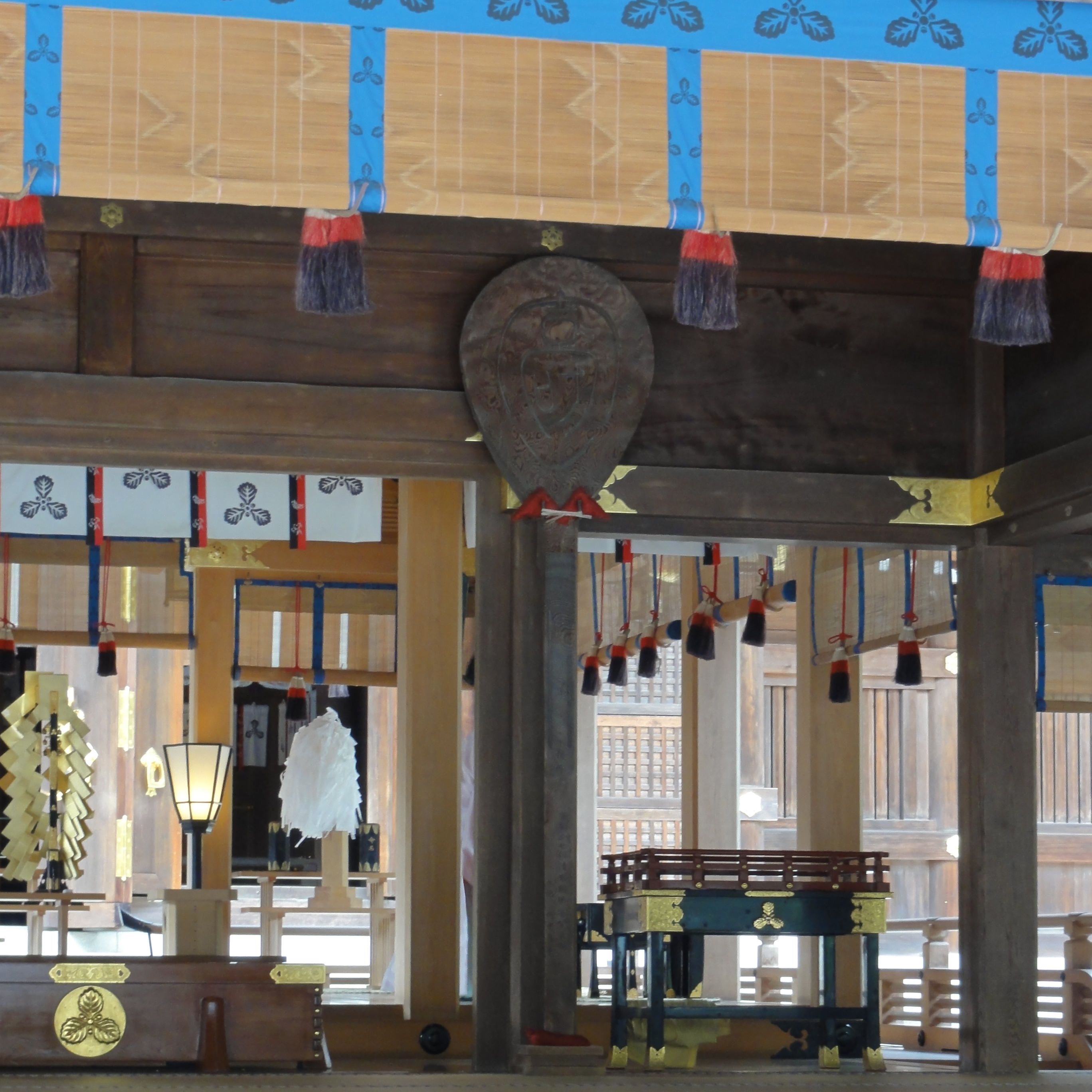
拝殿内にある「お多賀杓子」

### 元正帝の縁起
多賀社のお守りとして知られるお多賀杓子は、元正天皇の養老年中、多賀社の神官らが帝の病の平癒を祈念して強飯（こわめし）を炊き、シデの木で作った杓子を添えて献上したところ、帝の病が全快したため、霊験あらたかな無病長寿の縁起物として信仰を集めたと伝わる。元正天皇のころは精米技術が未発達で、米飯は粘り気を持つ現代のものとは違い、硬くてパラパラとこぼれるものだったらしく、それをすくい取るためにお多賀杓子のお玉の部分は大きく窪んでいて、また、柄は湾曲していたとのことで、かなり特徴のある形だったという。なお、現代のお多賀杓子はお玉の形をしていない物が多く、今様の米に合わせて平板な物が大半である。このお守りは、実用的な物もあれば飾るための大きな物もある。
なお、多賀社より数キロメートル西にある「飯盛木（いもろ-ぎ）」は、帝の杓子の素となった木の枝を地に差したところ根が生じて大木に育ったものと伝わる。この飯盛木には、男飯盛木と女飯盛木の2本がある。

### お多賀杓子・お玉杓子・おたまじゃくし
かつて際立った形状であった「お多賀杓子（おたがじゃくし）」は、「お玉杓子（おたまじゃくし、玉杓子、お玉）」の語源になったと考えられる。カエルの幼生「おたまじゃくし」は、「お玉杓子」から派生した名称なので、「オタマジャクシ」の語源もまた、「お多賀杓子」ということになる。後者のような言語的変化は、形状の相似によると思われる。

## 前後の札所
井伊家ゆかりのふく福めぐり
9 龍潭寺　-　10 多賀大社　-　11 金毘羅宮慈眼寺
神仏霊場巡拝の道
132 松尾寺　-　133 多賀大社　-　134 田村神社

## 交通アクセス

### 公共交通
- 東海道新幹線米原駅から近江鉄道本線に乗り換え。八日市方面行きの場合は、高宮駅で多賀線に乗り換え。終点の多賀大社前駅から徒歩10分。
- 東海道本線（琵琶湖線）彦根駅から近江鉄道本線に乗り換え。八日市方面行きの場合は、高宮駅で多賀線に乗り換え。終点の多賀大社前駅から徒歩10分。
- 東海道本線（琵琶湖線）南彦根駅から近江鉄道バス・湖国バスで10分。
- 名神ハイウェイバス名神多賀バスストップ(多賀サービスエリア)より徒歩約20分。

### 自動車
- 名神高速道路彦根ICから国道306号を多賀方面に向かい、多賀交差点。
- 名神高速道路湖東三山スマートインターチェンジから国道307号を多賀方面に向かい、多賀交差点。
- 名神高速道路多賀スマートインターチェンジ（下りのみ）から国道307号を多賀方面に向かい、多賀交差点。
- 国道8号外町交差点から国道306号を多賀方面15分。または、国道8号高宮交差点から多賀方面へ向かい多賀交差点。

### トピック
近江鉄道本線は、米原駅 - 貴生川駅（JR草津線）が正式な区間である。これは同鉄道の創立時、多賀大社と縁の深い伊勢神宮に向けて、官鉄（国鉄）の草津線・関西本線・参宮線等を介して結ぼうとしたためと言われる。なお、「近江鉄道宇治山田延伸構想」がこの経緯に詳しい。